# Moon Museum
Moon Museum est un wafer en céramique de petite taille contenant des œuvres de six artistes éminents de la fin des années 1960. Les artistes avec des œuvres dans ce « musée » sont John Chamberlain, Forrest Myers (en), David Novros (de), Claes Oldenburg, Robert Rauschenberg et Andy Warhol.
Cette collection d'œuvre a été attachée à un pied du module lunaire Apollo Intrepid de la mission américaine Apollo 12, afin d'être laissée sur la Lune.